# Impatientinum asiaticum
Impatientinum asiaticum ist eine Blattlaus aus der Unterfamilie Aphidinae innerhalb der Familie der Röhrenblattläuse (Aphididae). Im Englischen trägt die Art die Bezeichnung Asian Balsam Aphid, ein Hinweis auf ihren asiatischen Ursprung und ihre Nahrungspflanzen, die Balsaminengewächse.

## Merkmale
Die Blattläuse sind 2–3 mm lang. Die adulte geflügelte Form besitzt einen glänzenden schwarzen Dorsalschild. Die unsklerotisierten seitlichen und ventralseitigen Teile des Hinterleibs können rötlich, rosafarben oder grün sein. Die Augen sind rot. Die Blattläuse besitzen schwarze Siphunculi sowie eine weißlich gelbe Cauda (Schwänzchen). Die Beine sind überwiegend weißlich gelb gefärbt. Die apikalen Enden der Femora und Tibien sind schwarz. Die geflügelte Form der Blattläuse ist grün oder rosafarben und besitzt lediglich einen fragmentierten Dorsalschild.

## Verbreitung
Impatientinum asiaticum stammt vermutlich aus Zentralasien. In Europa wurde die Art um das Jahr 1967 eingeschleppt. Mittlerweile ist die Art in weiten Teilen Europas vertreten. Sie kommt in Mittel- und in Osteuropa, in Großbritannien und in Skandinavien vor.

## Lebensweise

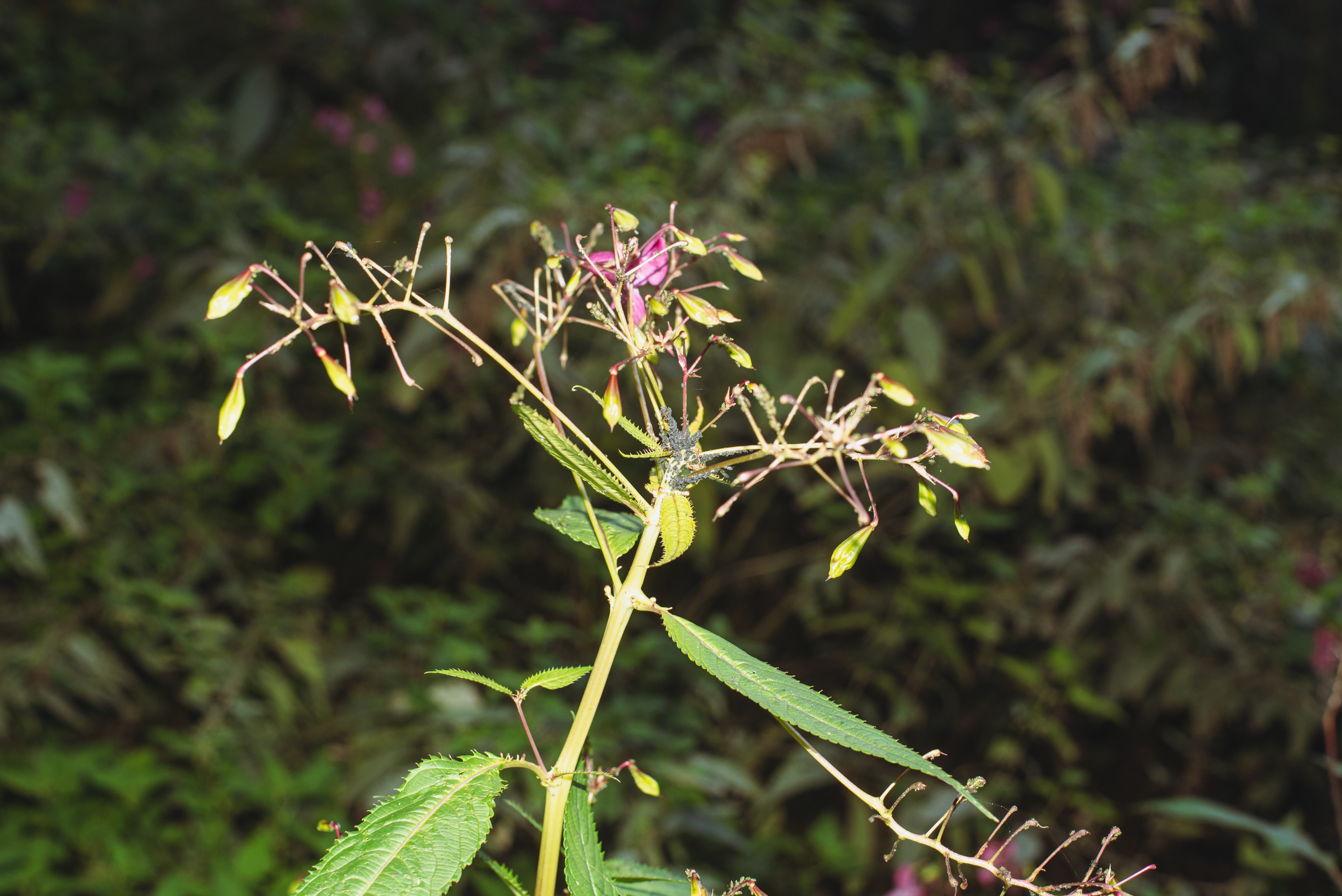
Blattläuse auf Drüsigem Springkraut

Die in Nordindien vorkommende Unterart weist einen Wirtswechsel zwischen Stechwinden (Smilax) und Springkräutern (Impatiens) auf. Die nun in Europa vorkommenden Populationen findet man dagegen ganzjährig am Drüsigen Springkraut (Impatiens glandulifera) und insbesondere am Kleinen Springkraut (Impatiens parviflora). Als weitere Wirtspflanzen werden das Balfour-Springkraut (Impatiens balfourii) und das Balsam-Springkraut (Impatiens balsamina) genannt. Alle vier Pflanzen sind in Europa Neophyten. Somit hat sich die Lebensweise der Blattlausart durch das Fehlen eines Wirtswechsels in ihrer neuen Heimat verändert. Die geflügelten Männchen und eierlegenden (oviparen) Weibchen beobachtet man im Herbst.